# الكسعي
الكُسَعِيّ واسمه الكامل محارب بن قيس الكسعي، هو رجلٌ يُضربٌ به المثل في الندامة، فيُقال «ندمتُ ندامة الكُسعي». يُنسب إلى كُسَع (قبيلة في اليمن)، وقيل في نسبه غير ذلك.
يُذكر من خبره أنهُ كان يرعى إبله في البر فرأى شجيرة يصلح خشبها للسهام فسقاها من قربته وظل يسقيها كل يوم مما يحمل من ماء حتى استوى عودها وصنع منها قوسا وخمسة أسهم.
ثم أتى الرجل على أرض صخرية تكثر فيها الظباء، فكمن خلف صخرة ورمى ظبيا بسهم فقدح السهم في صخرة فظن الكسعي أن السهم قد خاب، وكمن حتى أتى سرب آخر ورمى ظبيا آخر فقدح السهم شررا في الصخر، وصنع الأمر نفسه بسهامه الخمسة، فاستبد به الغضب فهوى بقوسه على الصخرة فكسر القوس تكسيرا.
غير أنه بعدما خرج من مكمنه وجد 5 ظباء مصابة على الأرض، فعلم أن أسهمه كانت تخترق كل ظبي ثم تقتدح في الصخر، فندم على كسر قوسه. ثم قال:
سارت ندامته مثلًا لكل نادم، فقال الفرزدق لما طلق امرأَته نوار وندم عليها: